# Nueva lectura de Marx
La Nueva lectura de Marx (en alemán: "Neue Marx-Lektüre") es un resurgimiento y una interpretación de la crítica de la economía política de Karl Marx, que se originó a mediados de la década de 1960 en Europa occidental y oriental. Esta se opuso tanto a las interpretaciones marxista-leninistas como a las socialdemócratas. de Marx. La Neue Marx-Lektüre cubre un grupo amplio de autores principalmente de países de habla alemana que rechazan ciertas interpretaciones historicistas y empiristas del análisis de las formas económicas de Marx, muchos de los cuales se argumenta que surgen del papel de Friedrich Engels en los primeros movimientos obreros marxistas.

## Descripción general
La nueva lectura de Marx incluye un grupo amplio de autores principalmente de países de habla alemana, que revisan la interpretación historicista y empirista del análisis de las formas económicas de Marx, que se remonta a la obra de Friedrich Engels. El término se utiliza desde aproximadamente 1997 y proviene del trabajo de Hans-Georg Backhaus. Otros nombres para esta tendencia marxista interna incluyen Neomarxismus (Neomarxismo), kritischer Marxismus (Marxismo crítico), Kapitallogik (Lógica capitalista), Hegelmarxismus (Marxismo de Hegel) o Marxismus als Sozialwissenschaft (marxismo como ciencia social).
La escuela de pensamiento está influenciada especialmente por el trabajo de los primeros pensadores soviéticos Evgeny Pashukanis e Isaak Illich Rubin, así como por la teoría crítica de Theodor Adorno remonta los orígenes de la escuela de pensamiento a la década de 1960, siendo de gran importancia las obras de Helmut Reichelt y Hans-Georg Backhaus en las décadas de 1970 y 1980, y los escritos de Michael Heinrich en la década de 1990, y En consecuencia, produjo en el cambio de milenio un debate en parte académico y en parte extraacadémico sobre la cuestión del valor. Estos autores se apartan en varios aspectos de la lectura tradicional de Marx relacionada con el movimiento obrero, el Estado burgués y el socialismo de Estado.
La nueva lectura de Marx rechaza
- Teorías premonetarias del valor, que "comparten la idea de una etapa inicial de intercambio generalizado sin dinero, y tienen en común una lectura histórica de la forma del valor".[3] La nueva lectura de Marx afirma en cambio que "Marx quería mostrar que no era posible construir un concepto no contradictorio de una economía de mercado premonetaria organizada sobre la base de la división del trabajo. El concepto de una mercancía premonetaria no puede ser pensado."[3]
- Concepciones del Estado como instrumento manipulador de una clase dominante. En cambio, el debate sobre el Staatsableitungsdebatte (debate sobre la derivación del Estado) entiende al Estado como una parte estructuralmente necesaria, pero relativamente separada, del capitalismo.[4]
- Teorías deterministas de la historia que conducen a la anticipación de una revolución que debe realizar el proletariado. En oposición a esta idea, el capital es considerado como un "sujeto automático", que existe tanto en forma simulada como real.

Así, los autores de la nueva lectura de Marx se contrastan con la escuela neoclásica dominante de economía y mantienen la relevancia del enfoque de Marx. En particular, insisten en que los enfoques microeconómicos de la teoría neoclásica de la economía no pueden explicar la constitución, el mantenimiento y la dinámica de las relaciones económicas de valor, y sólo pueden exhibir medios teóricos insuficientes cuando se trata de construcciones macroeconómicas como, por ejemplo, el ingreso nacional bruto. Afirman que Marx, aunque incapaz de responder a estas preguntas, proporciona sin embargo un mayor grado de reflexión y conciencia de los problemas, que debe recuperarse de manera crítica para la discusión contemporánea.

## Crítica
Holger Wendt criticó la Nueva Lectura y argumenta que: “El mito de que el análisis de la forma del valor sólo se ocupa de la producción capitalista de mercancías ya desarrollada se contradice con el hecho de que Marx lo refiere explícitamente a las condiciones precapitalistas en todas las versiones publicadas”. Por ejemplo, "la génesis del dinero a partir del desarrollo histórico del trueque precapitalista". Wendt cuestiona el planteamiento de la Nueva Lectura donde primero "describe su punto de vista utilizando citas de Marx, algunas de las cuales se interpretan de manera aventurera" para luego admitir que "hay referencias en los escritos de Marx que contradicen su punto de vista".

## Lectura adicional

### Español
- Cubo Ugarte, Óscar (2009). «Una nueva lectura de Marx: Michael Heinrich». Logos: Anales del Seminario de Metafísica (42): 335-341. ISSN 1575-6866.
- Reichelt, Helmut (2017). «La Teoría Crítica como programa de una nueva lectura de Marx». Constelaciones: Revista de Teoría Crítica (8): 146-161. ISSN 2172-9506.
- Starosta, Guido (2017). «Fetichismo y revolución en la teoría marxista contemporánea: una evaluación crítica de la Neue Marx-Lektüre y el Marxismo Abierto en clave metodológica». Izquierdas (37): 162-190. ISSN 0718-5049. doi:10.4067/S0718-50492017000600162.
- Vela, Alfonso Galileo García (2020). «Reflexiones sobre las nuevas lecturas de Marx. La Teoría Crítica como un conocimiento no-identitario». Constelaciones. Revista de Teoría Crítica (11-12): 311-330. ISSN 2172-9506.

### Inglés
- Bidet, Jacques (2008). «New Interpretations of Capital».  En Bidet, Jacques; Kouvelakis, Stathis; Stathis Kouvelakis, eds. Critical Companion to Contemporary Marxism. Historical materialism book series 16. BRILL. pp. 369-384. ISBN 978-90-04-14598-6., ISBN 978-90-04-14598-6
- Sotiropoulos, Dimitris P., Milios J. Political economy of contemporary capitalism and its crisis: demystifying finance. Routledge, 2015. ISBN 9781138901117
- Heinrich, Michael, y Alexander Locascio. An Introduction to the Three Volumes of Karl Marx's Capital. Monthly Review P, 2012. ISBN 9781583672884

### Alemán
- Ingo Elbe: Marx im Westen. Die neue Marx-Lektüre in der Bundesrepublik seit 1965, Berlín 2008,ISBN 978-3-05-004470-5
  - muestra, índice e introducción (33 páginas pdf)
- Hendrik Wallat: Theoriegeschichte der neuen Marx-Lektüre, reseña de Marx im Westen (10 páginas pdf)
- Michael Heinrich: Wie das Marxsche Kapital lesen?, Schmetterling Verlag, 1.ª edición 2008
- Michael Heinrich: "Die Wissenschaft vom Wert: Die Marxsche Kritik der politischen Ökonomie zwischen wissenschaftlicher Revolution und klassischer Tradition"ISBN 978-3896914545
- Michael Heinrich: Kritik der politischen Ökonomie - Eine Einführung, Schmetterling Verlag, 3.ª edición 2005
- Hanno Pahl: Das Geld in der modernen Wirtschaft. Marx und Luhmann im Vergleich, Frankfurt 2008,ISBN 978-3-593-38607-2
- Jan Hoff, Alexis Petrioli, Ingo Stützle, Frieder Otto Wolf (Ed.): Das Kapital neu lesen. Beiträge zur radikalen Philosophie, Westfälisches Dampfboot, Münster 2006,ISBN 3-89691-605-X,ISBN 978-3-89691-605-1
  - muestra con índice, introducción y epílogo (34 páginas pdf)
- Wolfgang Fritz Haug: Die »Neue Kapital-Lektüre« der monetären Werttheorie, reseña de Das Kapital neu Lesen (15 páginas pdf)
- Lars Meyer: Absoluter Wert und allgemeiner Wille. Zur Selbstbegründung dialektischer Gesellschaftstheorie, Bielefeld 2005,ISBN 978-3-89942-224-5.
- Joachim Hirsch: Der Staat der Bürgerlichen Gesellschaft: Zum Staatsverständnis von Karl Marx, Frankfurt 2008,ISBN 978-3-832-93226-8
- Christine Kirchhoff, Hanno Pahl, Christoph Engemann, Judith Heckel, Lars Meyer (Hg.): Gesellschaft als Verkehrung. Perspektiven einer neuen Marx-Lektüre. Festschrift für Helmut Reichelt, Friburgo 2004,ISBN 3-924627-26-6.
- Jan Hoff: Kritik der klassischen politischen Ökonomie. Zur Rezeption der werttheoretischen Ansätze ökonomischer Klassiker durch Karl Marx, Colonia 2004,ISBN 3-89438-314-3.
- Dieter Wolf: Kritische Theorie und Kritik der politischen Ökonomie. Eine kritische Auseinandersetzung mit Schriften von Hans-Georg Backhaus und Helmut Reichelt. En: Dieter Wolf, Heinz Paragenings: Zur Konfusion des Wertbegriffs. Beiträge zur „Kapital“-Diskussion, Argument Verlag, Hamburgo 2004,ISBN 978-3-88619-651-7 (Berliner Verein zur Förderung der MEGA-Edition eV, Wissenschaftliche Mitteilungen Heft 3)
- Dieter Wolf: Zur Methode en el "Kapital" de Marx unter besonderer Berücksichtigung ihres logisch-systematischen Charakters. Zum Methodenstreit entre Wolfgang Fritz Haug y Michael Heinrich. En: Ingo Elbe, Tobias Reichardt, Dieter Wolf: Gesellschaftliche Praxis und ihre wissenschaftliche Darstellung. Beiträge zur Kapital-Diskussion. Wissenschaftliche Mitteilungen. Peso 6. Argument Verlag, Hamburgo, 2008. ISBN 978-3-88619-655-5 Hrs. : Carl-Erich Vollgraf, Richard Sperl y Rolf Hecker.
- Wontae Kim: "Rekonstruktion des Marxschen Arbeitsparadigmas: Wesen, Gesellschaftsverhältnisse, Fetischismus", 2017, ISBN 9783896911148